# أوري بنجامين
أوري بنجامين (بالعبرية: אורי בנימין‏) هو لاعب كرة قدم إسرائيلي في مركز ظهير ‏، ولد في 11 مارس 1954 في بئر السبع في إسرائيل. لعب مع نادي هبوعيل بئر السبع.